# أماندا كين
أماندا كين (بالإنجليزية: Amanda Keen)‏ مواليد 15 يناير 1978، هي لاعبة كرة مضرب إنجليزية سابقة. نافست في بطولات رابطة محترفات التنس. شاركت مرتين في بطولة بطولة ويمبلدون، وكان أعلى تصنيف لها في مسيرتها هو المركز 207.
هي ابنة كريستين ترومان الذي فاز بدورة رولان غاروس الدولية في سنة 1959. بعد الاعتزال أصبحت مدربة.

## روابط خارجية
- أماندا كين على موقع رابطة محترفات التنس (الإنجليزية)
- أماندا كين على موقع الاتحاد الدولي لكرة المضرب (الإنجليزية)
- أماندا كين على موقع كأس بيلي جين كينغ (الإنجليزية)
- أماندا كين على موقع خلاصة التنس.كوم (الإنجليزية)